# Idionella rugosa
Idionella rugosa là một loài nhện trong họ Linyphiidae.
Loài này thuộc chi Idionella. Idionella rugosa được miêu tả năm 1905 bởi Crosby.